# Uchaty Kamień
Uchaty Kamień (ukr. Вухатий Камінь, Wuchatyj Kamiń) – mało wybitny szczyt w paśmie Czarnohory zlokalizowany w rejonie wierchowińskim ukraińskiego obwodzu iwanofrankiwskiego, na terenie Karpackiego Parku Narodowego, znany z charakterystycznych ostańców.

## Geografia
Uchaty Kamień położony jest ok. 1,6 km na wschód od głównej grani Czarnohory, blisko południowo-wschodniego skraju pasma. Jest to wierzchołek o wysokości 1864 m n.p.m. stanowiący słabo wyodrębnione zakończenie grzbietu ciągnącego się od Smotrca (1898 m n.p.m.) – jego wybitność określa się na zaledwie 37 m. Oba szczyty i łączące je ramię ułożone są na kształt podkowy skierowanej łukiem ku grani głównej, z którą łączy się pomiędzy Dzembronią a Pop Iwanem (kota 1851 m n.p.m.). Po stronie północno-wschodniej, spomiędzy Uchatego Kamienia i Smotrca wypływa potok Munczel, dopływ Dzembroni, tworzący Wodospad Dzembroński.
Ze szczytu Uchatego Kamienia liczący ok. 1300 m grzbiet wspomnianej ostrogi opada ku bezimiennemu wierzchołkowi o wysokości 1596 m n.p.m. Na odcinku tym znajduje się kompleks wychodni piaskowca czarnohorskiego ukształtowanych przez erozję wietrzną.
Widok z Uchatego Kamienia obejmuje w pierwszej kolejności znaczną część okolicznych szczytów Czarnohory. Oprócz pobliskiego Smotrca są to Pop Iwan, Dzembronia, Hutyn Tomnatyk czy Menczuł. Na północnym zachodzie dostrzec można szczyty wschodnich Gorganów (Sywula, Ihrowiec, Doboszanka). Od północnego zachodu po północny wschód widoczne są szczyty Beskidów Pokuckich (Rotyło, Grahit, Gaboriańska, Biała Kobyła). Dalej dostrzec można północną część Połonin Hryniawskich ze Skupową i Rostickim. Na południowym wschodzie, ponad ramieniem Smotrca, można zauważyć Góry Rodniańskie (Ineul, Coasta Netedă, Puzdrelor), Góry Czywczyńskie (Hnitesa, Czywczyn) i pozostałe Karpaty Marmaroskie (Jupania, Toroiaga). Dalszą część panoramy tego ostatniego pasma (wraz z Górami Rachowskimi) dostrzec można ponad główną granią Czarnohory na prawo od Pop Iwana. Widać tam Mihailecul, Fărcaul, obie Neniski: Wielką i Małą czy Pop Iwana Marmaroskiego.

## Skałki
Na szczycie Uchatego Kamienia, a także wzdłuż odchodzącego odeń grzbietu umiejscowionych jest 21 skałek, ostańców znanych jako „kościoły” (церкви, cerkwy). Części z nich przypisuje się cechy antropomorficzne lub zoomorficzne. Znane są pod nazwami Baba (Баба), Dziad (Дідо, Dido), Głowa (Голова, Hołowa), Żaba (Жаба) czy właśnie Uchaty Kamień.
Ekspedycja badawcza w 2007 roku stwierdziła występowanie na nich petroglifów i innych śladów historycznej ingerencji ludzi (rzeźbienie, wykuwanie otworów). Przyjmuje się, że skały były miejscem kultu. Jedna z teorii umiejscawia w okolicy Smotrca i Uchatego Kamienia jedną ze „świątyń słowiańskich” przytaczanych w X wieku w kronice Al-Masudiego.

## Turystyka
- szlak okrężny ze wsi Dzembronia prowadzący przez Uchaty Kamień a dalej Smotrca i z powrotem do Dzembroni,
  -  pomiędzy Uchatym Kamieniem a Dzembronią odbija szlak wyprowadzający przez tzw. przełęcz nad Kwadratem na grań główną Czarnohory pomiędzy szczytami Pop Iwana i Dzembroni[1][2][7]

## Nazwa
W dawnej literaturze polskiej wierzchołek nie był określany odrębną nazwą – „Przewodnik po Beskidach Wschodnich” Henryka Gąsiorowskiego z 1933 roku wskazywał, że jest to „północno-zachodni narożnik Smotrca”. Szczyt nie był też notowany na mapach WIG, na których nie zamieszczono w jego miejscu nawet odrębnego punktu wysokości. Współcześnie jednolicie szczyt ten określa się egzonimem „Uchaty Kamień”.

## Galeria

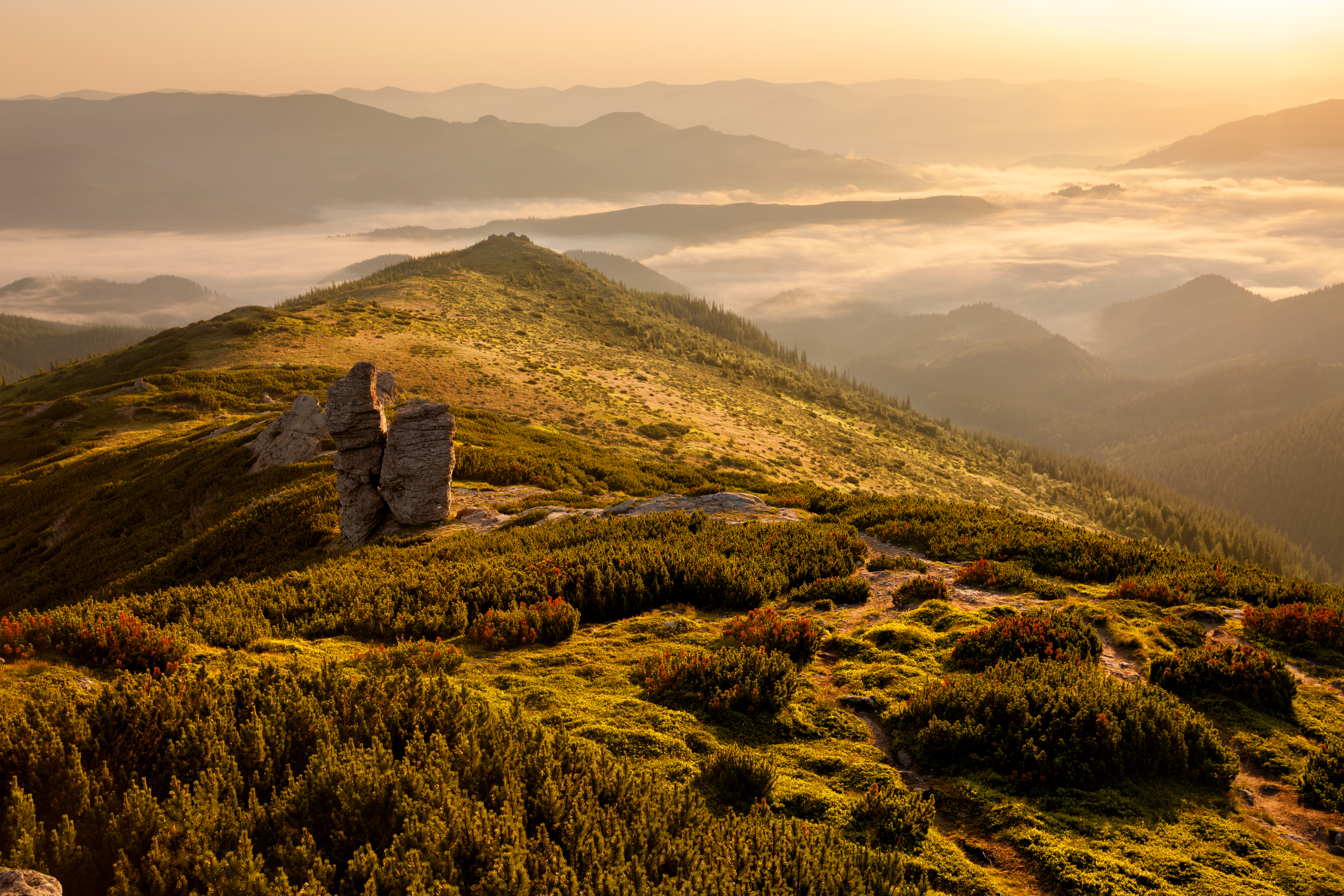
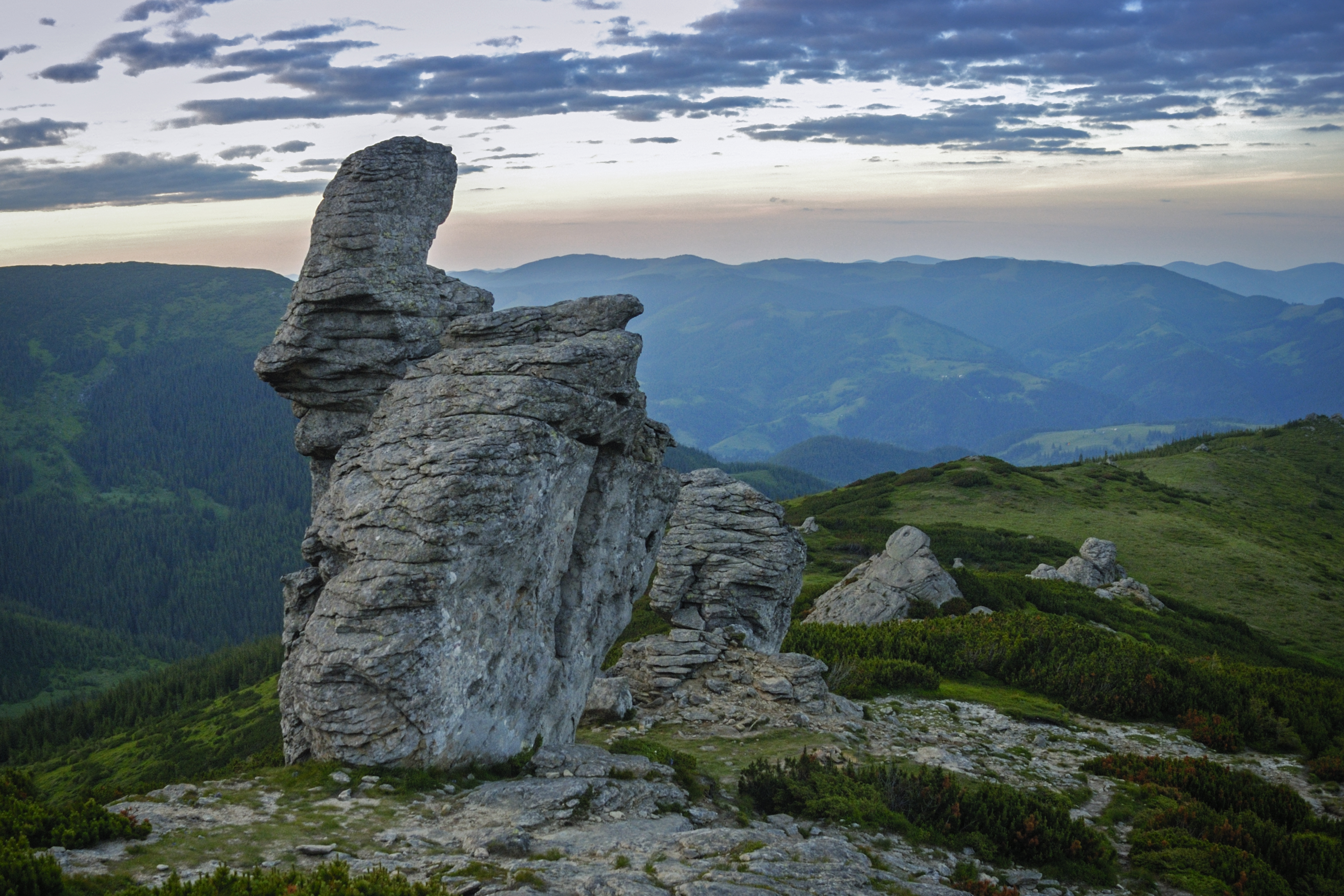
Skała Uchaty Kamień
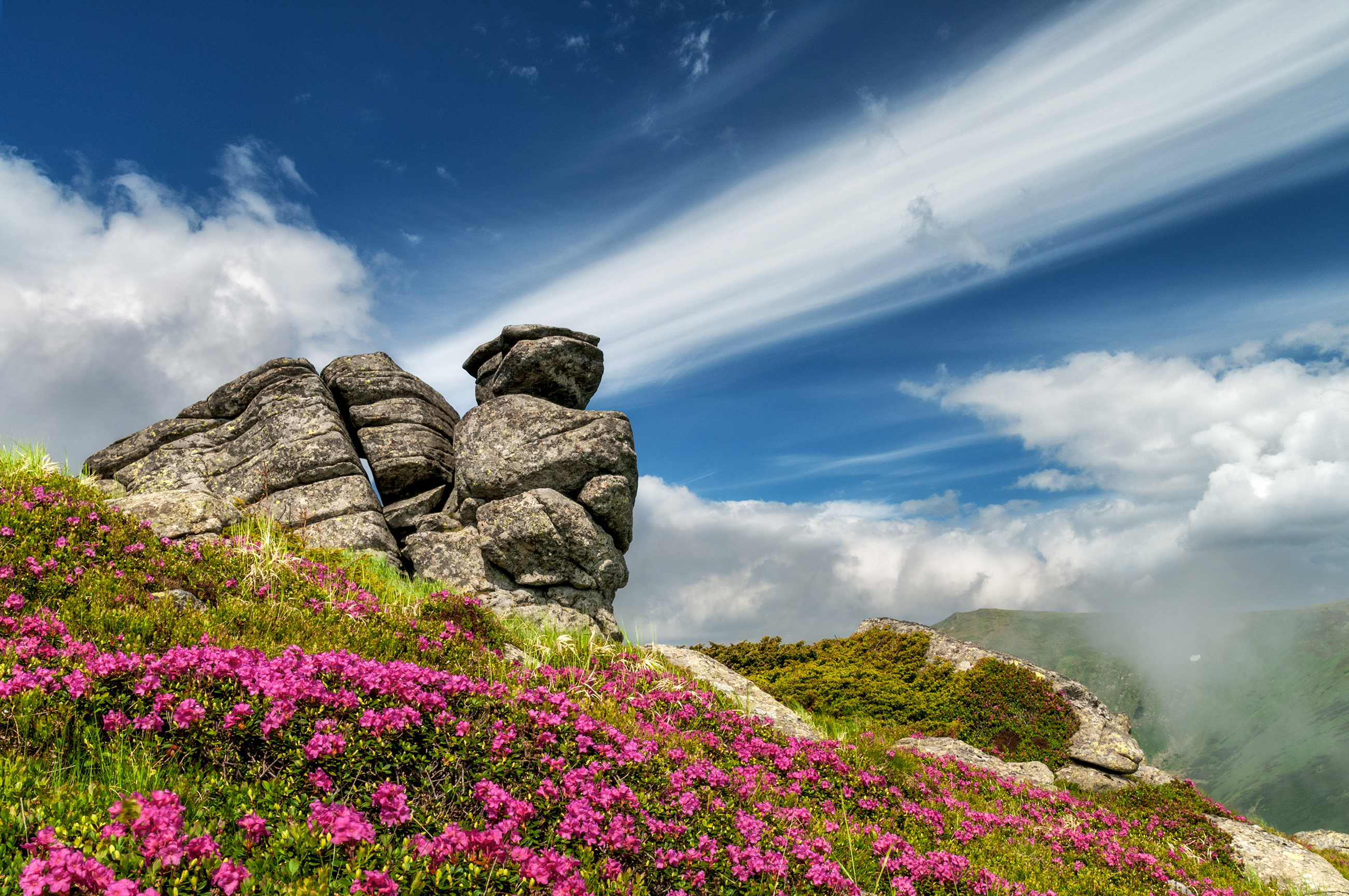
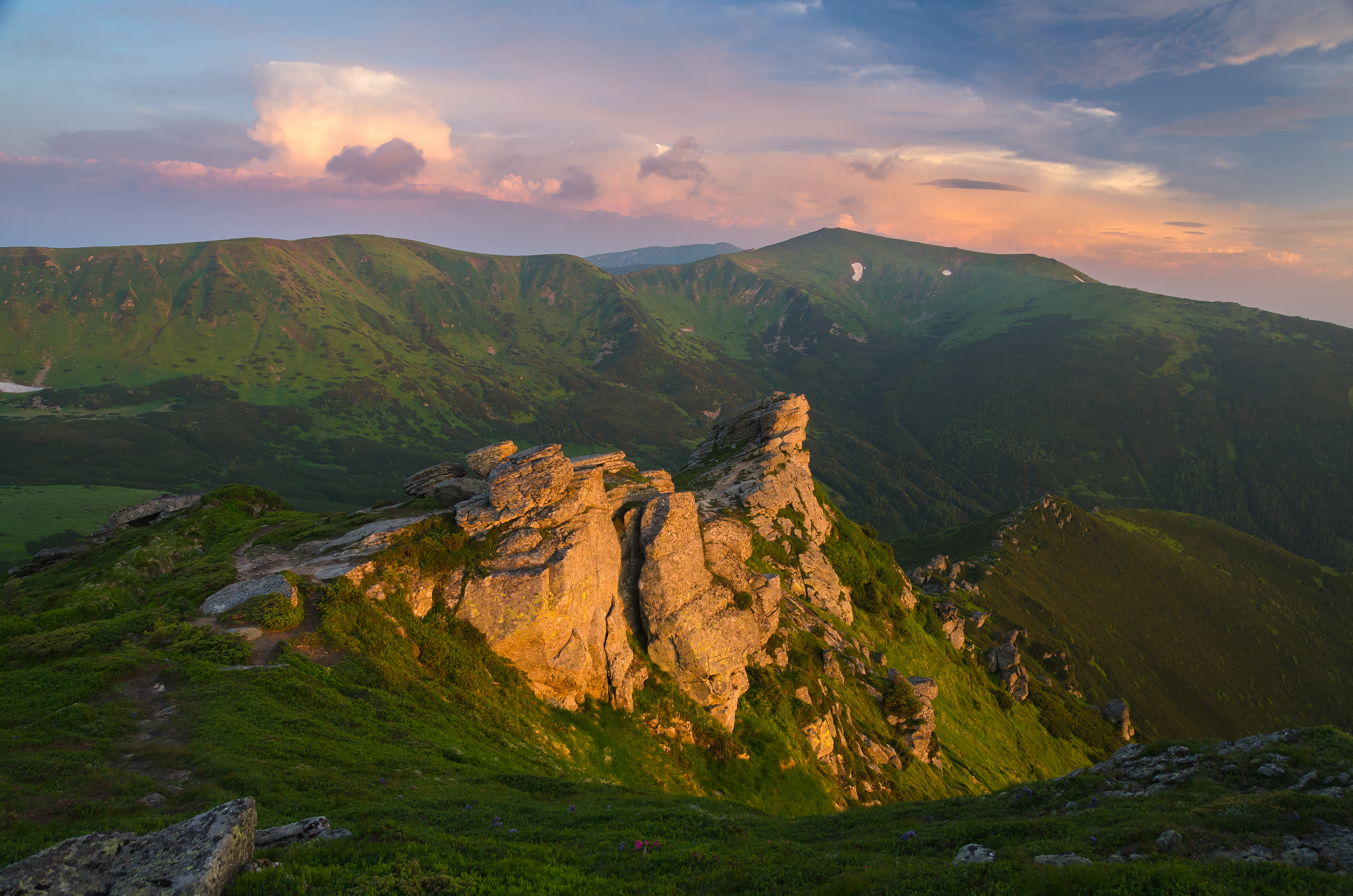
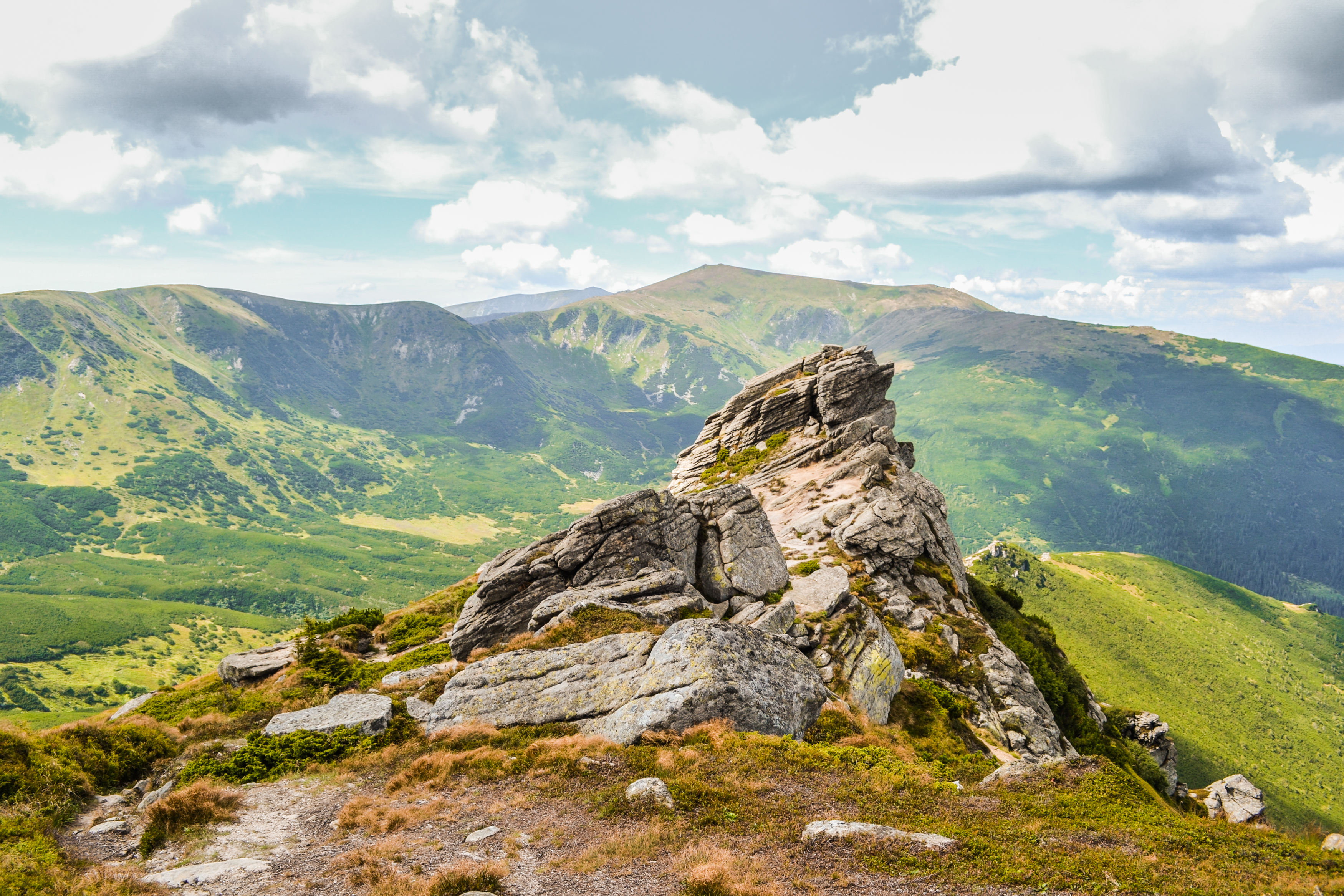
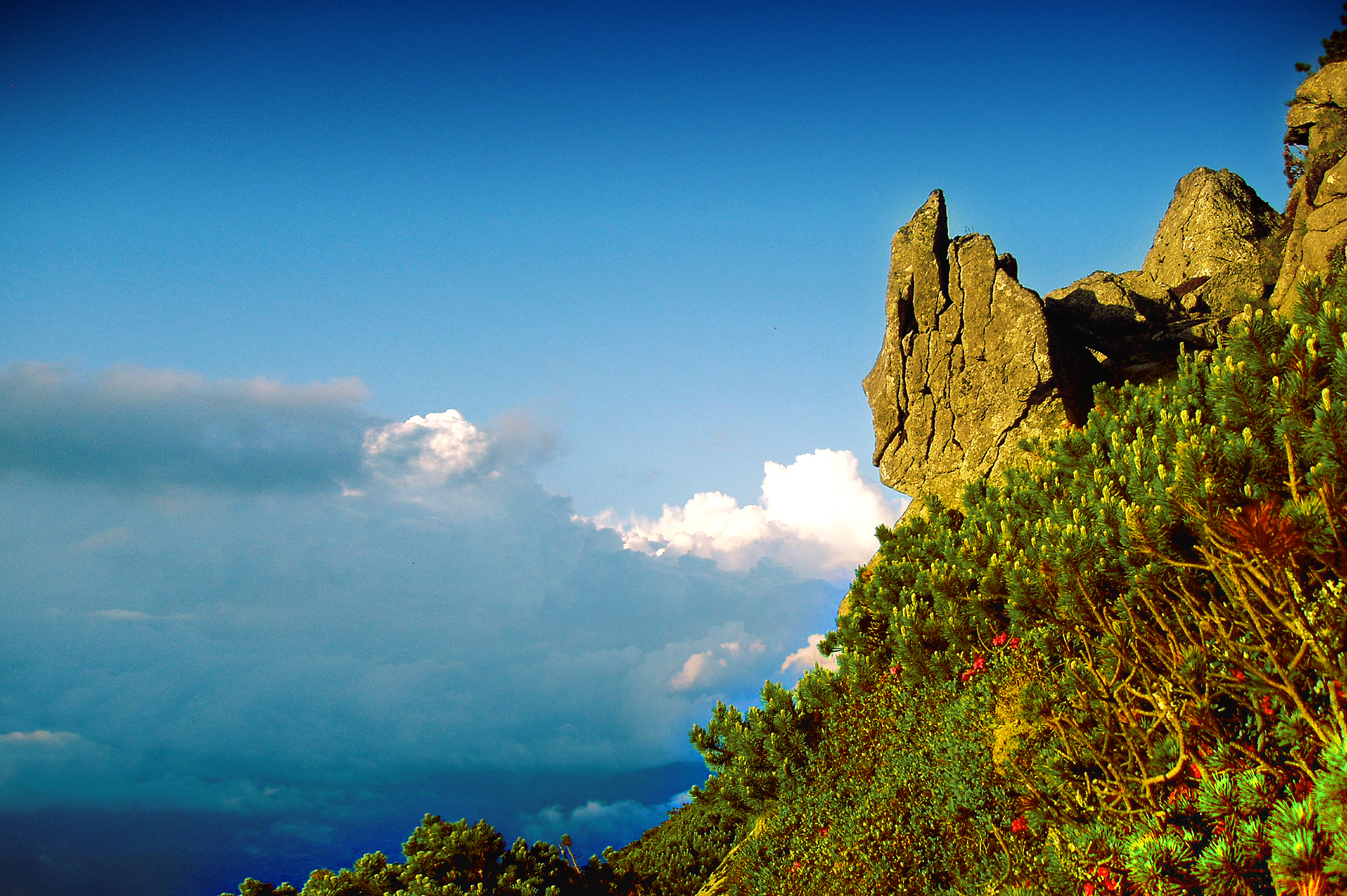
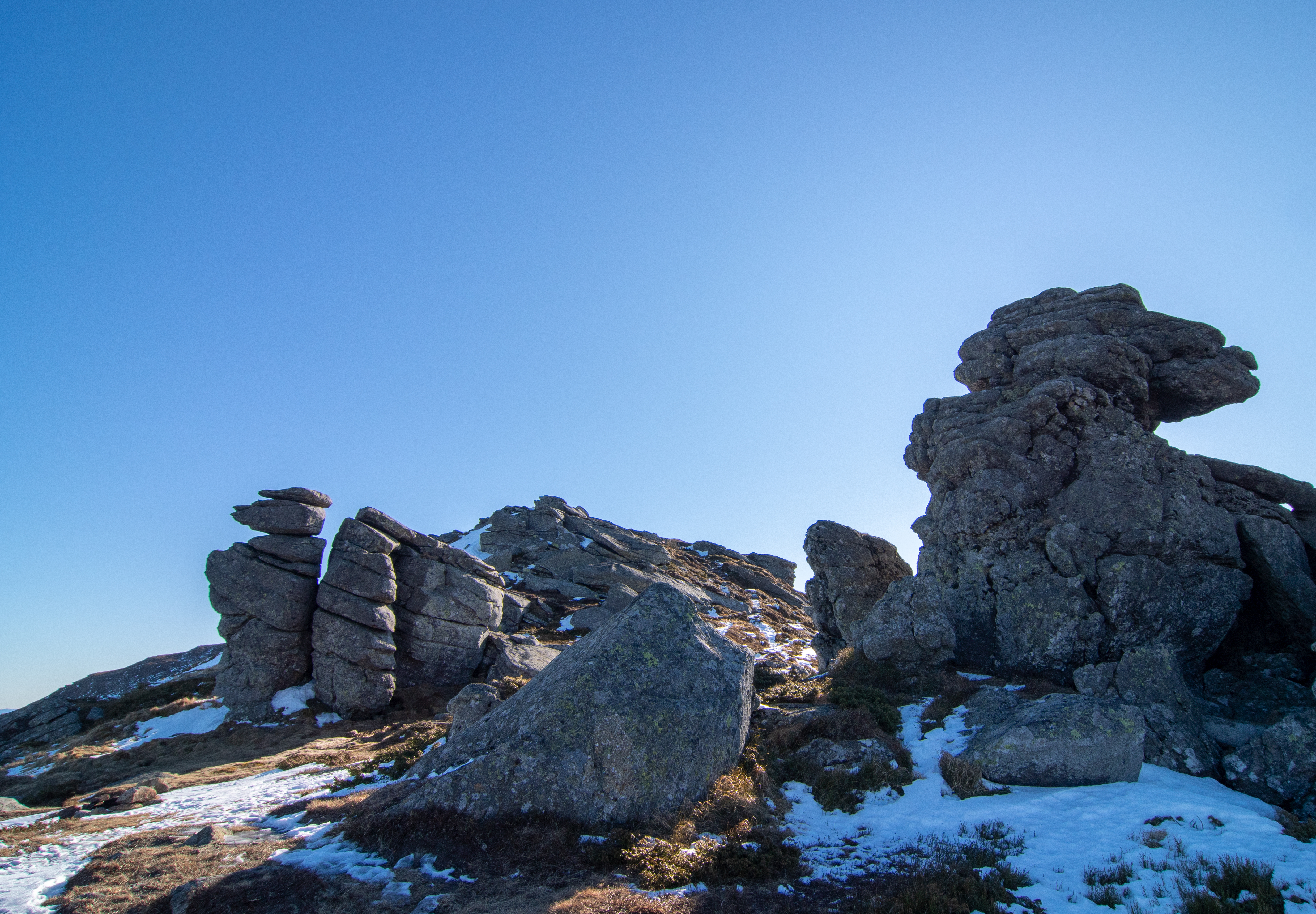